# Tovatt Architects & Planners
Tovatt Architects & Planners är ett Stockholmsbaserat arkitektkontor med filial i Eskilstuna. Kontoret drivs av Johannes Tovatt, David Neuschütz och Stella Lindstam. Sedan 1 juli 2019 är det ett helägt dotterbolag till Sweco.

## Historia
Tovatt Architects & Planners tillkom genom ett namnbyte 1999, från Erskine Tovatt Arkitekter ur firman Ralph Erskine Architect & Planner. Efter Erskines  död 2006, fick företaget sitt nuvarande namn. Vid det laget hade även David Neuschütz, också han tidigare anställd under Erskine, blivit delägare. 
Under slutet av 1990-talet och fram till 2004 var nära 90 procent av kontorets uppdrag i utlandet (Nederländerna, Irland, Storbritannien, Italien, Tyskland, Kroatien med flera) och kontorets enskilt största projekt var under den tiden Greenwich Millennium Village i London. Sedan 2004, i samband med vinsten i stadsbyggnadstävlingen om Annedal i Stockholm har antalet inhemska projekt ökat i Mälardalsregionen och ofta med fokus på bostäder. 2007 vann kontoret den internationella stadsplanetävlingen om Wiens sjöstad Seestadt Aspern, ett projekt som kontoret mer än tio år senare fortfarande arbetar med. 
2015 gick kontoret samman med Modellera i Eskilstuna och Stella Lindstam gick in som delägare. Med sammanslagningen breddades kontorets verksamhet med större inslag av byggnadsprojektering och fler offentliga byggnader som skolor, förskolor och vårdboenden. Sedan den 1 juli 2019 är företaget ett helägt dotterbolag till Sweco.

## Projekt (i urval)

### Stadsplaner
- Greenwich Millennium Village, London (Erskine Tovatt Arkitekter) 1997–2005
- Annedal, Stockholm, 2004–2013
- Seestadt Aspern, Wien 2005–
- Kiruna stadsomvandling (tävlingsförslag) 2012
- Barkarbystaden, Järfälla kommun, 2015–

### Byggnader
- Greenwich Millennium Village, Phase 1 (Erskine Tovatt Arkitekter) 1998–2005
- Tornet, Linköping 1999–2009
- Hörsal m.m. Sånga-Säby, Färingsö 2005–2006
- KullaGulla/Mattisborgen, Annedal, Stockholm 2007–2011
- Kvarter D10, Seestadt Aspern, Wien 2010–2015[6]
- Astrid Lindgrens Näs, Vimmerby 2013–2014
- Vulkanen 8, Eskilstuna 2012–2016[7]